# Bulina (Łęki)
Bulina – przysiółek wsi Łęki w Polsce, położony w województwie małopolskim, w powiecie myślenickim, w gminie Myślenice Jest częścią składową sołectwa Łęki, mimo to ma własnego sołtysa.
W latach 1975–1998 przysiółek należał administracyjnie do województwa krakowskiego.
Bulina powstała jako osada, w której znajdowała się założona w 1477 r. przez Stanisława Osieckiego huta szkła. W owym czasie rejon Myślenice
był jednym z ważniejszych w kraju ośrodków produkcji szkła, które wytapiano z kwarcu pozyskiwanego ze zwietrzeliny gruboziarnistych piaskowców. Huta w Bulinie działała co najmniej do 1524 r. Prawdopodobnie stąd wzięła się nazwa Bulina - od buł szklanych wytapianych w owej hucie.  